# Tomasz Mysłek
Tomasz Cyprian Mysłek (ur. 26 września 1959 w Częstochowie) – polski polityk i publicysta, działacz opozycyjny w PRL.

## Życiorys
Syn Edwarda i Heleny. Od 1979 studiował w Instytucie Filologii Germańskiej Wydziału Filologicznego Uniwersytetu Łódzkiego, w 1983 zmuszony do przeniesienia się na Uniwersytet Wrocławski, gdzie uzyskał magisterium z germanistyki (1986) i historii (w 1989 na Uniwersytecie Warszawskim). Od młodości zaangażowany w działalność wolnościowo-antykomunistyczną, np. w nocy przed 1 maja 1978 zniszczył sto kilkadziesiąt czerwonych flag w gminie Blachownia (wraz z dwoma kolegami z VII LO w Częstochowie), a w marcu 1980 kolportował w Łodzi ulotki wzywające do bojkotu wyborów do Sejmu PRL. Od 1980 był związany z Ruchem Młodej Polski, zajmował się rozprowadzaniem jego wydawnictw. Od października 1980 działał w zarządzie uczelnianym Niezależnego Zrzeszenia Studentów na UŁ, był współorganizatorem strajku studenckiego z lutego 1981 oraz delegatem na I Krajowy Zjazd NZS w Krakowie. Zajmował się także redagowaniem postulatów studentów oraz pisaniem do uczelnianego pisma „Veto”, stworzył również plakat ostrzegający przed stanem wojennym. Od 14 grudnia 1981 uczestniczył w proteście na Wydziale Prawa UŁ, kolejnego dnia zatrzymany podczas kolportażu ulotek wzywających do jego poparcia. Od 16 grudnia 1981 do 7 października 1982 internowany kolejno w ośrodkach odosobnienia w Sieradzu, Łowiczu i Kwidzynie. Pomiędzy 1983 a 1989 kolportował niezależne wydawnictwa we Wrocławiu (m.in. czasopismo „Stańczyk”). W latach 1981–1984 był inwigilowany przez SB PRL.
Po 1989 pozostał zaangażowany politycznie. Od stycznia 1990 do 2002 działał w Unii Polityki Realnej, od 1992 do 1997 kierując jej częstochowskim oddziałem. W wyborach w 1993 i wyborach w 1997 otwierał częstochowską listę okręgową do Sejmu. Później związany z Prawicą Rzeczypospolitej, w 2010 wystartował do sejmiku mazowieckiego. W 2014 kandydował do rady miejskiej Warszawy z listy PiS (jako reprezentant Prawicy), mandat uzyskał w 2017 w miejsce Stanisława Wielanka. W 2018 nie startował ponownie.
Od 1989 do 1991 był wiceprezesem Częstochowskiego Towarzystwa Gospodarczego, następnie przez rok nauczycielem historii w V Liceum Ogólnokształcącym w Częstochowie. W kolejnych latach zatrudniony w dziale marketingu fabryki oraz jako redaktor w wydawnictwie, potem związany z instytucjami państwowymi. Zatrudniony w Polskiej Agencji Informacyjnej (1999–2005), Kancelarii Sejmu (2005–2009) oraz biurze prasowym Banku Pocztowego (2010–2012). Autor książek. Przez wiele lat zajmował się także publicystyką prasową: od 1990 w „Najwyższym Czasie”, od 1999 w „Gazecie Polskiej”, od 2002 do 2014 w tygodniku „Nasza Polska”.

## Odznaczenia i wyróżnienia
Odznaczony Złotym Krzyżem Zasługi (2007) oraz Krzyżem Wolności i Solidarności (2019).